# Amblycirrhitus
Amblycirrhitus é um gênero de peixe-falcão que habita recifes de corais do Indo-Pacífico e Atlântico. Ocasionalmente entram no comércio de peixes ornamentais. Algumas espécies possuem uma coloração amarronzada rajada que o ajuda à se camuflar no meio das pedras.

## Espécies
O gênero Amblycirrhitus possui 5 espécies conhecidas.
- Amblycirrhitus bimacula
- Amblycirrhitus earnshawi (Peixe-falcão-branco, Peixe-falcão-de-Santa-Helena)
- Amblycirrhitus oxyrhynchos
- Amblycirrhitus pinos (Sarampinho)
- Amblycirrhitus unimacula (Peixe-falcão-rajado, Falso-peixe-pedra)